# مایا لازوک
مایا لازوک (انگلیسی: Maria Lazuk؛ زادهٔ ۱۵ اکتبر ۱۹۸۳) ژیمناستیک ریتمیک اهل بلاروس است.